# زابژه
زابژه (به لهستانی: Zabrze، به آلمانی: Hindenburg O.S. ، به سیلزیایی: Zobře) یکی از شهرهای جنوبی لهستان است.
این شهر در استان سیلسیان در نزدیکی کاتوویتس جای دارد.
جمعیت زابژه بر پایه آمار سال ۲۰۰۹ برابر با ۱۸۸٬۱۲۲ نفر و مساحتش ۸۰٫۴۰ کیلومتر مربع است. جمعیت کلان‌شهر با احتساب حومه بیش از ۲٫۷ میلیون نفر است.
زابژه بر پایه تقسیمات جدید کشوری از سال ۱۹۹۹ جزء استان سیلسیان است، پیش از آن متعلق به استان کاتوویتس بود.